# Posljednji Fermatov poučak
Posljednji Fermatov poučak, poznat i kao veliki Fermatov poučak, jedan je od najpoznatijih teorema u povijesti matematike. Teorem kaže da se n-ta potencija prirodnog broja ne može razložiti na zbroj n-tih potencija dvaju drugih prirodnih brojeva čim je eksponent n veći od dva, odnosno da je nemoguće naći tri prirodna broja a, b i c takva da je za n>2 
Za slučajeve a+b=c i a2+b2=c2 od antike je bilo znano da imaju beskonačno mnogo rješenja. Rješenja za n=2 nazivala su se Pitagorine trojke.

## Povijest
Poučak je Pierre de Fermat oko 1637. godine zapisao kao propoziciju na margini Diofantove knjige Aritmetika, ali za nj nije ponudio dokaz, pod izlikom da za to nema mjesta. Više od tri stotine godina matematičari su pokušavali dokazati ili opovrgnuti teorem. Euler ga je dokazao za n=3, Fermat za n=4, Dirichlet i Legendre za n=5, Lamé za n=7, a Sophie Germain za sve eksponente n koji su prosti brojevi i za koje je 2n+1 također prost. Teorem je, kao posljednji preostali Fermatov teorem bez dokaza, tek 1994. godine naprednim matematičkim metodama iz područja modularnih forma, eliptičnih krivulja i Galoisovih reprezentacija dokazao Andrew Wiles i za to 2016. godine dobio Abelovu nagradu.

## Proširenja teorema na putu k dokazu
Teorem se može iskazati na još nekoliko jednakovrijednih načina koji proširuju skup rješenja za a, b i c na sve cijele brojeve ili sve racionalne brojeve različite od nule, zadržavajući uvjet da je n prirodan broj veći od 2, odnosno da je n prost broj veći od 2 jer je rano bilo jasno da se tvrdnja za neproste eksponente može svesti na proste:
- an + bn = cn u skupu cijelih brojeva nema netrivijalnih rješenja, to jest rješenja koja ne sadrže nulu. Za paran n svako negativno rješenje u izrazu bi davalo jednak doprinos kao i pozitivni parnjak, a prema izvornoj tvrdnji rješenja s takvim pozitivnim parnjacima nema. Za neparne n, ako bi jedno od rješenja bilo negativno, ono bi bilo ili a ili b, no tada bi se jednadžba mogla zapisati kao −(−a)n+(b)n =(c)n za negativan a [i ekvivalentno za negativan b], odnosno (b)n =(−a)n+(c)n što je početni oblik jednadžbe za pozitivne brojeve (−a), (c) i (b) za koju nema rješenja. Sličnim se rasuđivanjem pokaže da za neparni n negativni a i c ili b i c vode na istu jednadžbu za pozitivne brojeve (b), (−c) i (−a) ili (a), (−c) i (−b), jednako kao i za posljednji preostali slučaj kad su a, b i c svi negativni.
- an + bn = cn nema netrivijalnih rješenja u skupu racionalnih brojeva jer bi se jednadžba mogla pomnožiti n-tom potencijom zajedničkog višekratnika triju nazivnika razlomaka a, b i c i tako svesti na jednadžbu za cijele brojeve, a onda i za prirodne.
- an + bn = 1 nema netrivijalnih rješenja u skupu racionalnih brojeva, jer se jednadžba sličnim rasuđivanjem može svesti na jednadžbu za tri prirodna broja za koju nema rješenja; ovaj oblik je bio posebno plodonosan u potrazi za dokazom jer se problem mogao svesti na pitanje o krivuljama u dvije umjesto u tri dimenzije, te zbog bogatije algebarske strukture polja racionalnih brojeva od strukture prstena cijelih brojeva.
- ako su a, b i c rješenja jednadžbe ap + bp = cp, gdje je p prost broj veći od 2, tada je y2=x(x−ap)(x+bp) eliptična krivulja koja nema modularnu formu (prema Ribetovom teoremu). Andrew Wiles je međutim u svom podugačkom dokazu pokazao da sve jednadžbe tog oblika imaju modularnu formu pa je postojanje rješenja za a, b i c dovedeno u kontradikciju.[6]